# Jōyō (miasto)
Jōyō (jap. 城陽市 Jōyō-shi) – miasto w Japonii, na wyspie Honsiu, w prefekturze Kioto, w okręgu przemysłowym Hanshin.

## Położenie
Miasto leży w południowej części prefektury Kioto. Sąsiaduje z miastami: 
- Kyōtango
- Yawata
- Uji

## Historia
Miasto powstało 3 maja 1972 roku.

## Miasta partnerskie
- Korea Południowa: Gyeongsan
- Stany Zjednoczone: Vancouver w stanie Waszyngton